# Cité du Palais-Royal-de-Belleville
La cité du Palais-Royal-de-Belleville est une voie du 19e arrondissement de Paris, en France.

## Situation et accès
La cité du Palais-Royal-de-Belleville est une voie privée située dans le 19e arrondissement de Paris. Cette allée bordée de petites maisons débute au 38, rue des Solitaires et se termine au 151, rue de Belleville.

## Origine du nom
Son nom pourrait provenir de décors du Palais-Royal qui y auraient été entreposés ou d'une maison du quartier surnommée « Palais Royal ».

## Historique
Eugène Péchaubès et sa fille Géna Péchaubès ont toujours peint dans le même atelier de la cité du Palais-Royal-de-Belleville.

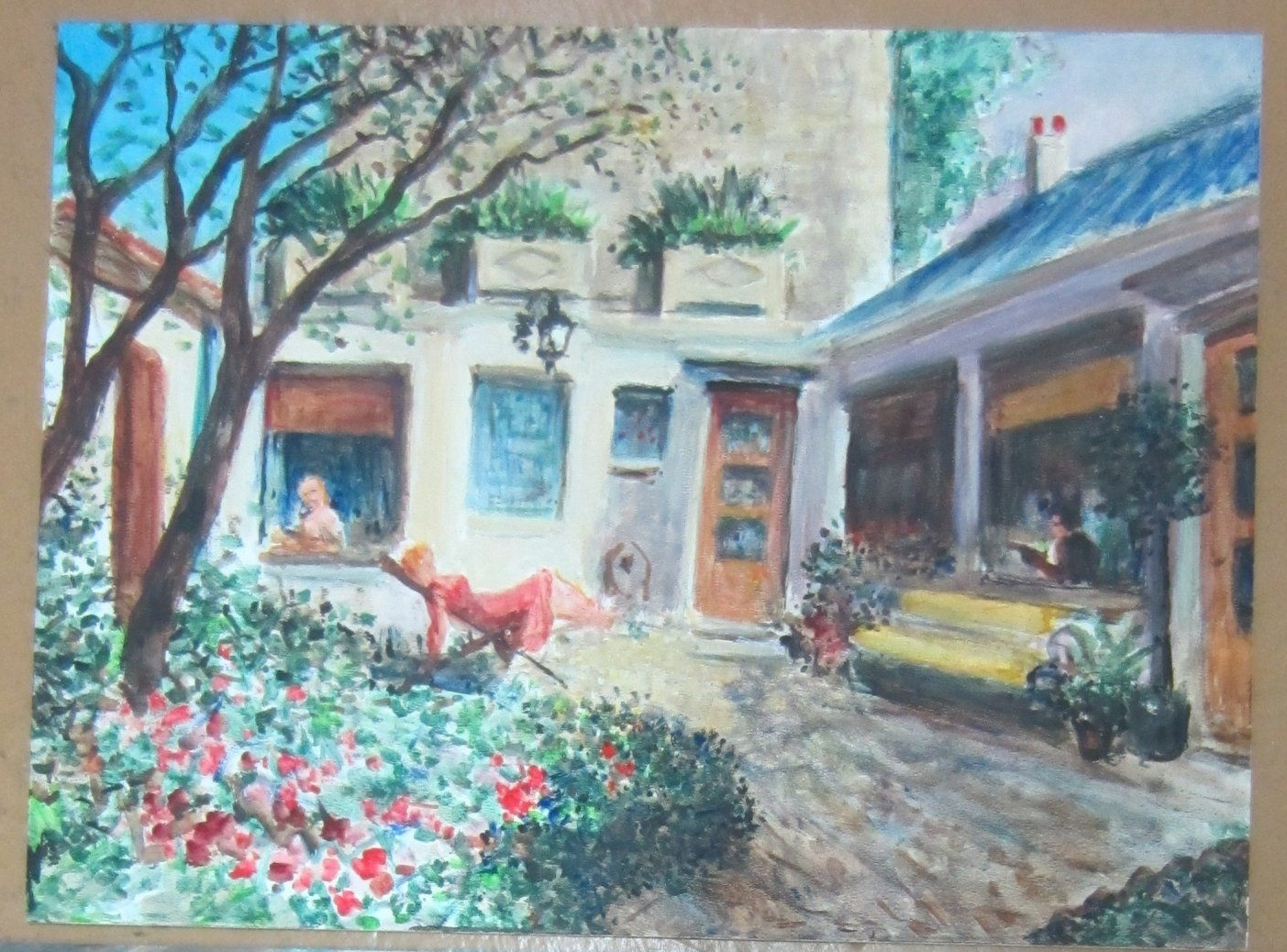
Atelier de Géna Péchaubès.